# Lanterne des morts de La Souterraine
La lanterne des morts de La Souterraine est une lanterne des morts située à La Souterraine dans le département français de la Creuse, en région Nouvelle-Aquitaine.

## Localisation
La lanterne des morts se trouve dans le cimetière de la commune.

## Historique
La lanterne des morts, probablement datée du XIVe siècle, provient de l’ancien cimetière du faubourg Saint-Michel. Elle a été déplacée vers 1850 dans le cimetière actuel, à l’intersection des sections A, B, C et D. À cette occasion, son lanternon a été reconstruit.

### Protection
La lanterne des morts est inscrite au titre des monuments historiques par arrêté du 16 juin 1926.

## Description
L’édifice est en granite et se compose d’une colonne hexagonale avec nervures saillantes, percée à la base d’une porte rectangulaire et, à son sommet, de six baies en plein cintre. Elle est surmontée d’un lanternon pyramidal terminé par une croix en pierre.